# Bob Babbitt
Robert Andrew Kreinar (26 de noviembre de 1937 – 16 de julio de 2012), conocido como Bob Babbitt, fue un bajista estadounidense, conocido por su trabajo como miembro de The Funk Brothers, la banda de estudio de la discográfica Motown Records, entre 1966 y 1972, así como de la MFSB, la banda de la compañía Philadelphia International Records. También por fundar en 1968, junto con Mike Campbell, Ray Monette y Andrew Smith, la banda Scorpion. Ocupa el puesto 59 en el ranking de la revista Bass Player de los "100 mejores bajistas de todos los tiempos".

## Biografía
Nacido en Pittsburgh, alternó sesiones de grabación con James Jamerson, bajista oficial de la Motown. Intervino en la grabación de éxitos "Signed, Sealed, Delivered I'm Yours" de Stevie Wonder, "War" de Edwin Starr, "The Tears of a Clown" de Smokey Robinson & the Miracles, "Mercy Mercy Me (The Ecology)" y "Inner City Blues" de Marvin Gaye, "Band Of Gold" de Freda Payne, "Ball of Confusion (That's What the World Is Today)" y "Just My Imagination (Running Away with Me)" de The Temptations, "Touch Me in the Morning" de Diana Ross y “Just Don’t Want to Be Lonely” de The Main Ingredient. Archivado el 31 de octubre de 2020 en Wayback Machine. Cuando en 1972, la compañía decidió trasladar su base de operaciones a Los Angeles, Babbit se mudó a Nueva York, haciendo viajes ocasionales a Filadelfia, donde trabajó en grabaciones para artistas como Frank Sinatra, Barry Manilow, Gloria Gaynor, Robert Palmer y Alice Cooper.  Durante esta etapa sus más notables éxitos fueron "Midnight Train to Georgia" con Gladys Knight & the Pips, "The Rubberband Man" con The Spinners, "Little Town Flirt" de Del Shannon, "Scorpio" de Dennis Coffey & the Detroit Guitar Band. A finales de los 60 participó también en la grabación del álbum de Jimi Hendrix, Crash Landing. 
En 2003, Babbitt trabajó con Marion James en su álbum, Essence, para Soulfood Records. También colaboró con Beegie Adair, Reese Wynans, Jack Pearson (The Allman Brothers) y Chucki Burke. En 2009 aceptó la oferta de Phil Collins para participar en la grabación del álbum Going Back, que recogía versiones de grandes éxitos de la Motown así como en el DVD del concierto Going Back - Live At Roseland Ballroom, NYC. 
Bob Babbitt falleció de cáncer el 16 de julio de 2012, a los 74 años de edad.